# سيريل هورن
سيريل هورن (بالإنجليزية: Cyril Horn)‏ (و. 1904 – فبراير 1987 م) هو رياضي، ومتزلج سريع من المملكة المتحدة، والمملكة المتحدة لبريطانيا العظمى وأيرلندا، شارك في الألعاب الأولمبية الشتوية 1924، والألعاب الأولمبية الشتوية 1928.

## روابط خارجية
- سيريل هورن على موقع SpeedSkatingStats.com (الإنجليزية)
- سيريل هورن على موقع اللجنة الأولمبية الدولية (الإنجليزية)
- سيريل هورن على موقع أوليمبيديا (الإنجليزية)
- سيريل هورن على موقع اللجنة الأولمبية البريطانية (الإنجليزية)